# Panorama Mesdag
El "Panorama Mesdag" es una pintura cilíndrica (ciclorama) de Hendrik Willem Mesdag, famoso pintor de la escuela de La Haya. La imagen mide más de 14 metros de alto y 120 metros de circunferencia.

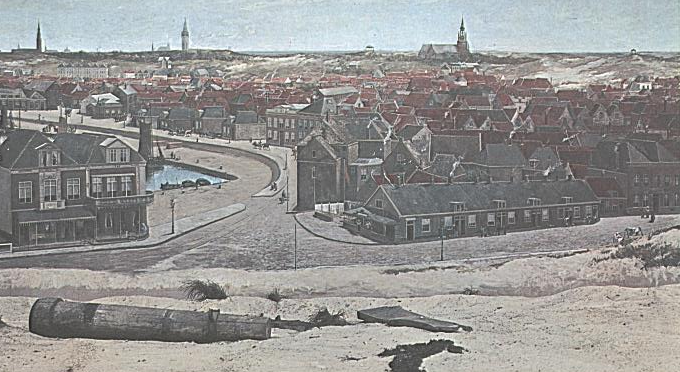
Detalle del Panorama Mesdag.

Muestra una vista del mar, las dunas y el pueblo de Scheveningen. Es el panorama más antiguo del mundo, y se conserva desde el siglo XIX en su emplazamiento original, un edificio expresamente construido para su exhibición, hoy convertido en  museo en La Haya, Países Bajos.  La sensación de realidad que provoca la imagen de 360 grados de Scheveningen en 1881 es impresionante.